# Dicaeum bicolor
El picaflores bicolor (Dicaeum bicolor) es una especie de ave paseriforme de la familia Dicaeidae endémica de Filipinas.

## Descripción
Los machos tienen las partes superiores negras y las inferiores blancas, mientras que las hembras tienen las partes superiores verde oliváceas y las inferiores blanquecinas.
Su pico es corto y con la punta ganchuda, negro en el caso de los machos y amarillento en el caso de las hembras.

## Distribución y hábitat
Ocupa la mayor parte del archipiélago filipino, salvo Palawan y algunas islas menores del suroeste. Su hábitat natural son los bosques húmedos tropicales.